# Franco Maria Ricci
Franco Maria Ricci (* 2. Dezember 1937 in Parma; † 10. September 2020 in Fontanellato) war ein italienischer Verleger und Grafikdesigner, spezialisiert auf Kunst- und Designbücher.

## Vita
Ricci stammte aus einer aristokratischen Familie mit Genueser Ursprüngen, studierte Geologie und arbeitete als Erdölgeologe für Gulf Oil, bevor er 1963 in Parma ein Graphisches Design-Studio eröffnete, in dem er zum Beispiel Poster, Kataloge, Kalender und Markenzeichen entwarf. Er gründete 1965 sein Verlagshaus Franco Maria Ricci (Sitz ist Mailand), das besonders durch seine ab 1982 erscheinende Kunstzeitschrift FMR bekannt wurde. Die Zeitschrift enthielt Aufsätze von namhaften Kunsthistorikern oder Schriftstellern und legte Wert auf hohe Qualität der Illustrationen und Fotografien. Sie erschien alle zwei Monate in Italienisch, Deutsch (ab 1986), Englisch, Französisch und Spanisch, war ursprünglich nur über Subskription erhältlich und hatte ihren Sitz in Mailand. Nachdem die Zeitschrift 2009 ihr Erscheinen eingestellt hatte, erscheint sie seit 2022 erneut. Ricci besaß auch eigene Buchläden vor allem in Italien.
Ab 2003 zog er sich aus dem Verlagsgeschäft zurück und arbeitete seit 2005 am Design eines umfangreichen Irrgartens, eines Labyrinths im Rahmen seines geplanten Museums.
2002 fusionierte sein Verlag mit der 1992 in Florenz gegründeten Arté Gruppe und ist seit 2004 in Bologna. Seine Kunstsammlung, einschließlich einer großen Sammlung von Büchern über den wie Ricci aus Parma stammenden Typographen Giambattista Bodoni, war 2004 im Schloss (Reggio) von Colorno bei Parma ausgestellt.
Im Sommer 2015 eröffnete Ricci in Fontanellato nahe Parma ein umfangreiches Museumsareal, La Masone – „zentrales Element ist das laut Ricci weltgrößte Labyrinth, von dem er bereits seit seiner Kindheit träumte“.

## Auszeichnungen – Ehrungen
- 1981 Chevalier des arts et lettres
- 2010 Kythera-Preis

## Veröffentlichungen
- 1988 veröffentlichte das Klingspor-Museum in Offenbach am Main Riccis Ausstellungskatalog Bodoni in Offenbach, der 12 Tafeln der Serie Majuskeln und Kanzleischriften enthielt.

Beispiel-Publikationen aus seinem Verlag:
- 1972 bis 1980 veröffentlichte er eine Faksimileausgabe der Enzyklopädie von Denis Diderot und Alembert in 18 Bänden.
- 1965 veröffentlichte er einen Reprint des Manuale Tipografico (1818) von Giambattista Bodoni in 900 limitierten Exemplaren. An der Reproduktion und den zugehörigen Recherchen (die 100 in Bodonis Zeit gedruckten Exemplare waren kaum noch aufzutreiben) arbeitete Ricci zwei Jahre. Obwohl Ricci den Preis des Reprints damals mit 500 Dollar ansetzte[7], waren die 400 Exemplare der Erstauflage schnell ausverkauft. Kurz darauf folgte ein Reprint von Bodonis typographischem Katalog L´Oratio Dominica (1808, das Vater Unser in 155 Sprachen). Ricci, der in seinen Büchern großen Wert auf typographische Details legte, gilt als Spezialist für das Werk Bodonis.
- Ab 1984 gab er das italienische Magazin Kos heraus, das ähnlich wie FMR aufgemacht ist (nur auf weißem statt schwarzem Untergrund), sich aber mit der Geschichte der Medizin, der Natur- und Geisteswissenschaften beschäftigt. Ebenso gab er eine kulturgeschichtliche Zeitschrift des italienischen Staatspräsidenten Il Quirinal heraus und ab 1988 eine kulturgeschichtliche Zeitschrift Die große Tour (Grand Tour, in Italienisch).
- Die Reihe Luxe, calm et volupté ist Modemachern gewidmet (wie Versace, Armani, Valentino).
- Ricci war mit Jorge Luis Borges befreundet und veröffentlichte ab 1974 die von diesem herausgegebene Bibliothek von Babel in 30 Bänden (auch in Deutschland  erschienen, in Frankreich ab 1977 bei Edition Retz und in Neuauflage bei Panama).
- Er veröffentlichte Bücher über zum Zeitpunkt der ersten Veröffentlichung durch Ricci wenig gewürdigten Künstlern, zum Beispiel von Tamara de Lempicka, die Mädchenfotografien von Lewis Carroll (1975), und Bücher zu wenig bekannten Museumssammlungen in der Art der Präsentation von Wunderkammern im Barock (Reihe Quadreria).
- 1981 veröffentlichte er den Codex Seraphinianus des italienischen Architekten  Luigi Serafini, ein aufwändig illustriertes Buch über eine imaginäre Welt, verfasst in einer Geheimschrift. Später erschienen auch erschwinglichere Ausgaben, in Deutschland zum Beispiel bei Prestel 1983, eine gekürzte französische und spanische Ausgabe im Verlag Ricci 1993 (mit einem Vorwort von Italo Calvino) und eine italienische bei Rizzoli 2006.
- 1975 veröffentlichte er einen erotischen Comic Histoire d´O des Zeichners Guido Crepax.
- Die Reihe Die Zeichen des Menschen, die dem Werk eines Künstlers gewidmet ist mit einem Text eines Schriftstellers dazu. Beispiele: Aloys Zötl (Bestiarium) mit Text von Julio Cortázar, Arcimboldo mit einem Text von Roland Barthes, Alberto Savinio mit Texten von Leonardo Sciascia und Giuliano Briganti.

## Verweise
1. ↑  È morto Franco Maria Ricci. In: lastampa.it. 10. September 2020, abgerufen am 21. November 2021 (italienisch).
2. ↑  FMR steht für seine Anfangsbuchstaben, deutet aber auch in französischer Lesart éphémère Vergängliches an
3. ↑  Nach einem Interview von Ricci 2006 soll dies das größte Labyrinth der Welt mit einer Weglänge von 3 km auf 50.000 Quadratmetern werden. Verwendet werden 120 Bambussorten, die etwa 5 m hohe Labyrinthwände ergeben. Die Idee für das Labyrinth stammte nach Ricci von Jorge Luis Borges
4. ↑  Englische Webseite über seine Sammlung (Memento vom 19. Mai 2010 im Internet Archive), Italienische Webseite zu seiner Sammlung (Memento vom 20. Mai 2010 im Internet Archive)
5. ↑  Peter Prantner: Der Irrgarten eines Besessenen. Inspiration auch vom Wiener KHM. In: orf.at. 17. Mai 2015, abgerufen am 7. Juli 2015.
6. ↑  Nur wer sich verliert, kann sich finden in FAZ vom 25. April 2016, Seite 15
7. ↑  Nach eigenen Aussagen in einem Interview 2006 ein Druckfehler des Katalogs, der Preis sollte eigentlich 50 Dollar sein

| Personendaten    | Personendaten          |
| ---------------- | ---------------------- |
| NAME             | Ricci, Franco Maria    |
| KURZBESCHREIBUNG | italienischer Verleger |
| GEBURTSDATUM     | 2. Dezember 1937       |
| GEBURTSORT       | Parma                  |
| STERBEDATUM      | 10. September 2020     |
| STERBEORT        | Fontanellato           |